# Gardunha
Gardunha este o arie protejată (sit de importanță comunitară — SCI) din Portugalia întinsă pe o suprafață de 5.935,26 ha, integral pe uscat.

## Localizare
Centrul sitului Gardunha este situat la coordonatele 40°05′09″N 7°32′30″W / 40.0859°N 7.5416°V.

## Înființare
Situl Gardunha a fost declarat sit de importanță comunitară în iunie 1997 pentru a proteja 2 specii de plante și 23 de specii de animale.

## Biodiversitate
Situată în ecoregiunea mediteraneană, aria protejată conține 7 habitate naturale: Pajiști uscate europene, Lande oro-mediteraneene cu formațiuni endemice de grozamă, Dehesas cu Quercus spp. perene, Păduri aluvionare cu Alnus glutinosa și Fraxinus excelsior (Alno-Padion, Alnion incanae, Salicion albae), Păduri de stejar galițio-portugheze cu Quercus robur și Quercus pyrenaica, Păduri de Castanea sativa, Păduri de Quercus suber.
La baza desemnării sitului se află mai multe specii protejate:
- plante (2): Asphodelus bento-rainhae, Festuca elegans
- păsări (16): fâsă-de-câmp (Anthus campestris), ciocârlie-cu-degete-scurte (Calandrella brachydactyla), șerpar (Circaetus gallicus), presură de grădină (Emberiza hortulana), acvilă pitică (Hieraaetus pennatus), Hippolais polyglotta, ciocârlie de pădure (Lullula arborea), privighetoare (Luscinia megarhynchos), gaia neagră (Milvus migrans), pietrar mediteranean (Oenanthe hispanica), grangur (Oriolus oriolus), pitulice de munte (Phylloscopus bonelli), turturică (Streptopelia turtur), silvie roșcată (Sylvia cantillans), silvie de câmp (Sylvia communis), silvie de tufiș (Sylvia undata)
- amfibieni (2): Chioglossa lusitanica, Discoglossus galganoi
- mamifere (1): vidră de râu (Lutra lutra)
- nevertebrate (1): fluturele auriu (Euphydryas aurinia)
- pești (1): Rutilus alburnoides
- reptile (2): Lacerta schreiberi, Mauremys leprosa

Pe lângă speciile protejate, pe teritoriul sitului au mai fost identificate 6 specii de plante, 8 specii de amfibieni, 6 specii de mamifere, 4 specii de reptile.